# Corchorus torresianus
Corchorus torresianus là một loài thực vật có hoa trong họ Cẩm quỳ. Loài này được Gaudich. mô tả khoa học đầu tiên năm 1846.